# Referéndum constitucional de Kirguistán de 2016
Un referéndum constitucional se llevó a cabo en Kirguistán el 11 de diciembre de 2016. Fue propuesto en octubre por el presidente Almazbek Atambáyev, con el fin de aumentar los poderes del primer ministro, lo que desencadenó críticas por parte de la oposición, que lo consideraban una medida autocrática para mantenerse en el poder. Las enmiendas fueron aprobadas con casi el 80% de los votos, aunque la participación no superó la mitad, rondando el 42%. Durante la celebración del referéndum, hubo también escándalos relacionados con la compra de votos, de 7$ a 14$ (entre 500 y 1.000 soms) por voto, reportándose cerca de cinco casos.

## Antecedentes
La constitución posterior a la independencia se introdujo en 1993, con las modificaciones hechas como consecuencia de los referendos en 1996, 1998, 2003, 2007 y 2010. Sin embargo, la actual constitución prohíbe realizar cualquier modificación hasta 2020. La versión original de la constitución de 2010 se perdió y no pudo ser encontrada, por lo que se tuvo que hacer uso de una copia para ratificar los cambios posteriores al referéndum en enero de 2017.

## Cambios propuestos
Los cambios daban mayor poder al Primer ministro de Kirguistán y al Consejo Supremo, más algunas reformas al Poder Judicial. La reforma también agregaba un párrafo que penalizaba el matrimonio igualitario, al definir al matrimonio como "la unión entre un hombre y una mujer". Tal medida fue criticada por el Consejo de Europa.

## Resultados
| Opción | Votos     | %     |
| --- | --------- | ----- |
| A favor | 955 447   | 79,59 |
| En contra | 184 817   | 15,40 |
| Votos anulados | 60 182    | 5,01  |
| Total | 1 200 446 | 100   |
| Votantes registrados/participación                                                                                | 2 851 952 | 42,09 |
| Fuente: Shailoo (enlace roto disponible en Internet Archive; véase el historial, la primera versión y la última). |           |       |